# Cmentarz żydowski w Milówce
Cmentarz żydowski w Milówce – powstał około 1891 r. (najstarszy zachowany nagrobek pochodzi z 1892 r. i stoi na grobie Sary Brechner), zajmuje powierzchnię 0,5 ha. Inskrypcje zawierają napisy w językach hebrajskim, jidysz, niemieckim i polskim. Zachowało się około stu całych i dwudziestu zniszczonych nagrobków.
Znajduje się na zachodnim (lewym) brzegu rzeki Soły, tuż za mostem, którym biegnie aktualnie (2023 r.) droga krajowa nr 1 (ul. Grunwaldzka) w kierunku Zwardonia. Jest ukryty wśród zieleni po lewej stronie ww. drogi, na stoku wznoszącym się w kierunku wzgórza Sybirka (637 m n.p.m.).